# لينا كوركوتيس
لينا كوركوتيس فيزيائية عملت في مجال الفحص المجهري الإلكتروني، وأستاذة في الفيزياء التطبيقية والهندسية في جامعة كورنيل. يركز بحثها على استخدام المجهر الإلكتروني النافذ الماسح المصحح لانحراف شعاع الإلكترونات المستخدم فيه، موفرًا دقة تصل المستوى الذري عند درجات حرارة التبريد العميق أكثر من 77 كلفن؛ لدراسة العمليات الفيزيائية كظاهرة الموصلية الفائقة، والتركيبات البيولوجية مثل البروتينات.

## تعليم ووظيفة
حصلت كوركوتيس على دبلوم في الفيزياء من جامعة روستوك في ألمانيا عام 2003، وأجرت أبحاث الدكتوراه في جامعة كورنيل، مكملةً إياها عام 2009. ثم عادت مرةً أخرى إلى ألمانيا كزميل باحث في جامعة هومبولت بالتنسيق مع جمعية ماكس بلانك في مارتينزريد بين عاميّ 2011 و 2012. قبل العودة إلى جامعة كورنيل في عام 2013، عملت أولاً كزميلة باحثة ما بعد الدكتوراه قبل الانضمام إلى الكلية للعمل كأستاذة. في عام 2016، حصلت كوركوتيس على جائزة التوظيف الرئاسي المبكر للعلماء والمهندسين.

## جوائز وأوسمة
- 2020: جوائز كورت هاينريش لمجتمع التحليل الدقيق.[12]
- 2018: ميدالية برتون من جمعية الفحص المجهري الأمريكية.
- 2016: جائزة التوظيف الرئاسي المبكر للعلماء والمهندسين.[13]
- 2014: زمالة باكارد للعلوم والهندسة.[14]
- 2013: جائزة ألبرت كرو.

## روابط خارجية
- لينا كوركوتيس منشورات مفهرسة من قبل جوجل سكولار